# Coppa Italia 2004/2005
Pohárový ročník Coppa Italia 2004/05 byl 58 ročník italského poháru ve fotbalu. Soutěž začala 14. srpna 2004 a skončila 15. května 2005. Zúčastnilo se jí celkem 48 klubů.
Obhájce z minulého ročníku byl klub SS Lazio.

## Vítěz
| Coppa Italia 2004/05 FC Inter Milán (4. titul) |